# Tony Baillargeat
Tony Baillargeat est un auteur français né le 4 mai 1970.

## Biographie
Né à Saumur (Maine-et-Loire), il passe son adolescence à Tübingen (Allemagne). À dix-neuf ans, il effectue un passage chez les fusiliers-marins de Lorient.
Il arrive à Paris en 1993 et réalise son premier long métrage intitulé Les Déclassés en 1997 et qui ne sort finalement qu'en 2001 en Allemagne. Ce film, malgré son manque de moyens, connaît un succès d'estime en Allemagne, où il est considéré comme un des meilleurs films français des dix dernières années par Hans Schiffer dans le Süddeutsche Zeitung.
Il signe également un court métrage, Eternae (dédicacé à son ami écrivain Jean Parvulesco). Celui-ci est intégré à plusieurs autres qui, mis en scène par les réalisateurs des différentes capitales européennes (parmi lesquels Xawery Zulawski, Richard Stanley, Harry Kümel, Nacho Cerda...) forment un long métrage intitulé Europe - 99euro-films 2.
Il participe, en tant que comédien, à diverses séries télévisées (Homicides, Commissaire Moulin, Duval et Moretti, etc.) et à quelques longs métrages (Sombre, Président, Premières Neiges).
Il coproduit en janvier 2007 l'album Seasons of Souls (Fremeaux et associés) qui marque le retour de Bob Lenox puis, en 2010, participe à l'élaboration du premier album de Bruno Putzulu, Drôle de monde.
Son premier roman intitulé Djihad ou le salut de Mary sort en 2006, suivi d'un second, Le Dernier Voyage (2008), dédié à sa fille Thelma ; tous deux sont édités par La Compagnie Littéraire.
Il sort en mai 2013 un petit opuscule intitulé Arsène Lupin, À propos de l'E(s)toile (Éditions La Compagnie Littéraire) consacré au gentleman-cambrioleur et à son double de chair et de sang : Pierre Plantard de Saint-Clair. Il est présenté sur la 4e de couverture comme étant le compte rendu d'un rendez-vous « mystériosophique » ayant eu lieu l'après-midi du 21 juin 2010 entre Jean Parvulesco, Arnaud de l'Estoile et lui-même.
Il signe également l'avant-propos d'un ouvrage de Jean-Paul Bourre : L'élu du Serpent Rouge : Le sphinx et le président et sort un livre d'entretiens avec ce même auteur intitulé : Le réveil de Kernunos aux Éditions Alexipharmaque.
En 2016, Tony Baillargeat réalise le premier clip de Tanya Drouginska pour le titre La Mariée.

## Publications

### Avant-propos et préfaces
- 2010 : préface : Les Effets secondaires de PJLA Pillon — Éditions la Compagnie Littéraire
- 2011 : préface : Les Secondes éphémères de PJLA Pillon — Éditions la Compagnie Littéraire
- 2013 : avant-propos : L'Élu du Serpent Rouge : Le Sphinx et le Président de Jean Paul Bourre — Éditions Camion Noir[8]
- 2014 : préface : Dans la Forêt de Fontainebleau de Jean Parvulesco — Éditions Alexipharmaque[9]
- 2017 : préface : L'autre Terre des Dieux — Éditions Deï Mian
- 2020 : préface : L'Épopée des Arvernes de Jean-Paul Bourre — Éditions Eleusis
- 2023 : préface : (avec Christian Doumergue) Le Meurtre de l'Abbé Saunière de Morris Leblanc — Éditions Arqa

### Essais
- 2013 : Arsène Lupin — À Propos de l'E(s)toile — Éditions de la Compagnie Littéraire[10]
- 2013 : Le Réveil de Kernunos — (Entretiens avec Jean Paul Bourre) Éditions Alexipharmaque[11]
- 2022 : Regards sur Vladimir Poutine — (Livre collectif) Philippe Hugounenc Éditeur

### Romans
- 2006 : Djîhad ou le salut de Mary — Éditions la Compagnie Littéraire
- 2008 : Le Dernier Voyage — Éditions la Compagnie Littéraire
- 2015 : Les Aventures d'Arthur Brenac : Le Secret de Diana Dănești — Éditions de la Pierre Philosophale[12]
- 2020 : Les Aventures d'Arthur Brenac : Le Songe de Cent-Cinquante — Éditions de la Pierre Philosophale